# Magatzem Ventalló i Tusell
El Magatzem Ventalló i Tusell, o Magatzem Alfons Sala, és un edifici del centre de Terrassa (Vallès Occidental), situat al carrer del Puig Novell, protegit com a bé cultural d'interès local. Actualment allotja el Registre de la Propietat de Terrassa.

## Descripció
Es tracta d'un edifici de caràcter senyorial, entre mitgeres. Consta de planta baixa, principal i pis superior de poca alçada (pràcticament golfes).

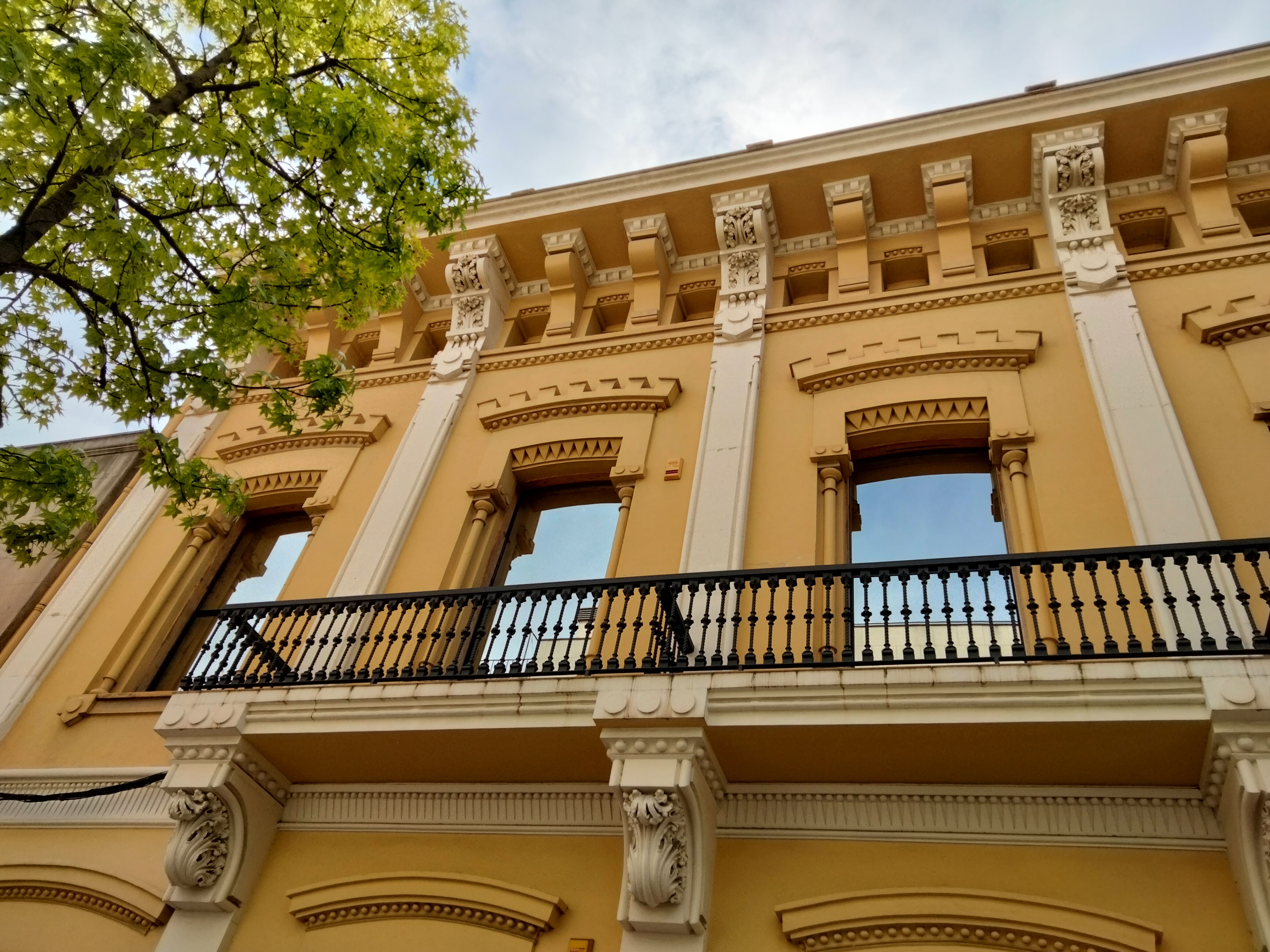
Detall de la balconada central

És un exemple d'arquitectura eclèctica historicista on la façana és l'expressió més clara de l'esteticisme de l'època, amb una rica ornamentació de filiació clàssica en una combinació de clarobscurs que li confereixen un caràcter monumetalista. Aquesta decoració apareix a les portes, les finestres, les cornises, les mènsules, els muntants, els trencaaigües, etc. Hi ha quatre obertures per planta, flanquejades per columnes. El pis superior està format per una sèrie de finestres a manera de galeria, separades entre si per grans mènsules que sostenen la cornisa a tall de fris; les dues obertures centrals donen a una balconada suportada per potents mènsules.
L'obra és de totxo arrebossat imitant carreus.